# 수원 FC 2015 시즌
2015시즌은 수원 FC가 프로 진출 이후 치루는 세번째 시즌이다. 2014시즌 홈구장 잔디교체 이유로 수원월드컵경기장을 임시로 사용했고, 다시 원래의 홈 구장인 수원종합운동장으로 다시 돌아왔다. 2015 시즌은 개막경기인 FC 안양과의 경기에서 3대0 대패를 하며 시즌이 시작된다. 그리고 홈개막경기인 부천전에서 홈경기 역대최다 관중수(4460명)을 기록하기도 하고, 통쾌한 역전승 펠레스코어로 화제가 되기도 했다. 이후 충주험멜을 잡고 2연승을 달리며 승승장구 하지만 FA컵에서 숙적 울산미포조선을 만나 2대1로 패배하여 프로진출후 처음으로 하위리그팀에게 패하고 만다. FA컵 32강전은 구감독과 신감독의 대결로 화제를 모으기도 한다.. 5라운드에서는 K리그 클래식에서 강등된팀 경남 FC를 상대로 2:1승리, 1라운드 이후 4경기 무패를 하며 승점 10점으로, K리그 챌린지 1위에 오른다.
그러나 이후 서울이랜드FC에 5대1로 대패하며, 창단 첫승의 제물이된다. 그러나 그후 수원FC는 고양,대구,강원을 격파하며 프로진출이후 첫 3연승을 하며 승승장구 하게 된다. 그후 꾸준한 성적을 내며 전반기 20경기를 마치고 플레이오프 진출권인 4위를 기록하였다.
올스타전  휴식기간 동안  K리그 역사상 유래없는 스페인 청소년대표를 두루 거쳤던 세군다 디비시온의 CA 오사수나의 주전으로 뛰던 시시를 영입하며 축구계에 화제가 됐다. 또한 김재웅의 활약도 눈부셨다, 시시와 김재웅 영입 이후 8월부터 많은 승리를 챙기며 PO에 3위로 PO에 진출하게 된다. 이후 준PO에서 4위 서울이랜드FC와 격돌하여 3:3의 난타전끝에 무승부를거두고 PO를 진출한다. PO에서는 대구 FC를 만나 2:1로 승리하면서 결국 프로 입성 3년 만에 K리그 승강 플레이오프 진출을 확정지었다. 11월 2일 수원종합운동장에서 열린 부산 아이파크와 승강 플레이오프 1차전에서 후반 40분 정민우의 한방에 1:0으로 이겼고 3일후 부산구덕운동장에서 열린 승강 플레이오프 2차전에서 임성택 자파의 연속골로 2:0으로 승리 1차전 2차전을 싹쓸이하며 합계전적 3:0으로 K리그 클래식에 승격했다. 더불어 내년 시즌부터 수원 FC 수원 삼성 블루윙즈와 수원더비도 이루어졌다.

## 시즌 준비
발빠른 공격수들을 보강을 하여 2014 시즌을 준비하였다.
특히 대학축구선수중 A급으로 꼽히는 정기운 선수를 영입하였다.
정기운 선수는 슈틸리케호 국가대표 상비군으로 선발되어 자체 평가전에서 골을 넣는등의 활약을 하였다. (국가대표 최종명단에는 오르지못했다)
2014시즌 두드러진 활약을 했던 선수들은 상당수 지켜냈다. 정민우, 권용현, 김한원, 자파, 블라단 등.
조태우등 수비자원을 잃어 수비자원을 보강하였다.

## 경기 결과

### K리그 챌린지

#### 참가팀
| 클럽           | 지난 시즌 순위    | 첫 리그 참가 | 총 시즌 | 연고지 | 홈구장                                       | 수용좌석      |
| -------------- | ----------------- | ------------ | ------- | ------ | -------------------------------------------- | ------------- |
| 강원 FC        | 4위               | 2009         | 7       | 강원   | 강릉종합운동장 춘천종합운동장 원주종합운동장 | 22,333 20,000 |
| 경남 FC        | K리그 클래식 11위 | 2003         | 13      | 경남   | 창원축구센터                                 | 15,116        |
| 고양 Hi FC     | 8위               | 2013         | 3       | 고양   | 고양종합운동장                               | 41,311        |
| 대구 FC        | 7위               | 2002         | 14      | 대구   | 대구스타디움                                 | 66,422        |
| 부천 FC 1995   | 10위              | 2013         | 3       | 부천   | 부천종합운동장                               | 35,545        |
| 상주 상무      | K리그 클래식 12위 | 1997         | 19      | 상주   | 상주시민운동장                               | 40,535        |
| 서울 이랜드 FC | 신생팀            | 2015         | 1       | 서울   | 서울종합운동장                               | 60,000        |
| 수원 FC        | 6위               | 2013         | 3       | 수원   | 수원종합운동장                               | 11,808        |
| 안산 경찰청    | 3위               | 2013         | 3       | 안산   | 안산와~스타디움                              | 35,000        |
| FC 안양        | 5위               | 2013         | 3       | 안양   | 안양종합운동장                               | 17,143        |
| 충주 험멜      | 9위               | 2013         | 3       | 충주   | 충주공설운동장                               | 15,000        |

#### 경기결과
| 라운드 | 날짜                  | 홈팀  | 원정팀 | 경기결과   | 득점과도움                                                                                    | 관중수    | 역대전적(K리그) |
| ------ | --------------------- | ----- | ------ | ---------- | --------------------------------------------------------------------------------------------- | --------- | --------------- |
| 1      | 2015/3/21 (토) 14:00  | 안양  | 수원   | 3 : 0 (패) | 실점:이효균(1), 안성빈(1), 주현재(1)                                                          | 10,147 명 | 6승2무2패       |
| 2      | 2015/3/28 (토) 14:00  | 수원  | 부천   | 3 : 2 (승) | 득점:자파(2) 도움:김정빈(1), 임성택(1) 실점:호드리고(2)                                       | 4,460 명  | 6승3무1패       |
| 3      | 2015/4/5 (일) 14:00   | 충주  | 수원   | 0 : 2 (승) | 득점:임성택(1), 자파(1) 도움:정민우(1), 정기운(1)                                             | 596 명    | 5승3무2패       |
| 4      | 2015/4/15 (수) 19:30  | 수원  | 안산   | 2 : 2 (무) | 득점:정기운(1), 김한원(1) 도움:권용현(1) 실점:신형민(2)                                       | 546 명    | 3승1무6패       |
| 5      | 2015/4/19 (일) 16:00  | 경남  | 수원   | 1 : 2 (승) | 득점:김종우(1), 배신영(1) 도움:정기운(1), 이준호(1) 실점:스토야노비치(1)                      | 827 명    | 1승 0무 0패     |
| 6      | 2015/4/26 (일) 14:00  | 수원  | 상주   | 1 : 1 (무) | 득점:이준호(1) 도움:배신영(1) 실점:박기동(1)                                                  | 756 명    | 0승3무3패       |
| 7      | 2015/5/2 (토) 14:00   | 수원  | 서울E  | 1 : 5 (패) | 득점:권용현(1) 실점:칼라일미첼(1), 김재성(2), 조원희(1), 김영근(1)                            | 931 명    | 0승1패          |
| 8      | 2015/5/9 (토) 16:00   | 수원  | 고양   | 2 : 0 (승) | 득점:자파(2)                                                                                  | 738 명    | 3승4무3패       |
| 9      |                       |       |        |            |                                                                                               |           | 휴식            |
| 10     | 2015/5/17 (일) 16:00  | 대구  | 수원   | 1 : 4 (승) | 득점:자파(2), 배신영(1), 김서준(1) 도움:권용현(2), 김서준(1), 임성택(1) 실점:조나탄(1)        | 1355 명   | 3승2무1패       |
| 11     | 2015/5/24 (일) 16:00  | 수원  | 강원   | 2 : 1 (승) | 득점:임성택(1), 배신영(1) 도움:자파(1), 김서준(1) 실점:벨루소(1)                              | 1580 명   | 1승1무3패       |
| 12     | 2015/5/30 (토) 14:00  | 서울E | 수원   | 2 : 0 (패) | 실점:타라바이(1), 주민규(1)                                                                   | 2720 명   | 0승2패          |
| 13     | 2015/6/3 (수) 19:30   | 수원  | 충주   | 2 : 3 (패) | 득점:이관표(1), 권용현(1) 도움:김혁진(1) 실점:오승범(1), 조석재(2)                            | 420 명    | 5승3무3패       |
| 14     | 2015/6/7 (일) 19:00   | 고양  | 수원   | 2 : 3 (승) | 득점:자파(2), 박종찬(1) 도움:정기운(1) 실점:진창수(1), 박정훈(1)                              | 396 명    | 4승4무3패       |
| 15     | 2015/6/10 (수) 19:30  | 수원  | 경남   | 0 : 1 (패) | 실점:정현철(1)                                                                                | 546 명    | 1승1패          |
| 16     |                       |       |        |            |                                                                                               |           | 휴식            |
| 17     | 2015/6/20 (토) 19:00  | 강원  | 수원   | 1 : 3 (패) | 득점:권용현(1) 도움:김서준(1) 실점:최승인(1), 벨루소(2)                                       | 680 명    | 1승1무4패       |
| 18     | 2015/6/28 (일) 19:00  | 수원  | 상주   | 1 : 0 (승) | 득점:이관표(1)                                                                                | 922 명    | 1승 3무 3패     |
| 19     | 2015/7/1 (수) 19:30   | 부천  | 수원   | 2 : 2 (무) | 득점:김윤재(1), 정기운(1) 도움:이관표(2) 실점:호드리고(1), 공민현(1)                          | 1448 명   | 6승 4무 2패     |
| 20     | 2015/7/4 (토) 19:00   | 수원  | 안양   | 0 : 0 (무) |                                                                                               | 1080 명   | 6승 3무 2패     |
| 21     | 2015/7/8 (수) 19:00   | 안산  | 수원   | 1 : 0 (패) | 실점:강승조(1)                                                                                | 804 명    | 3승 1무 7패     |
| 22     | 2015/7/11 (토) 19:00  | 수원  | 대구   | 2 : 2 (무) | 득점:권용현(1), 김재웅(1) 도움:자파(1), 김혁진(1) 실점:레오(1), 허재원(1)                     | 878 명    | 3승 3무 1패     |
| 23     | 2015/7/26 (일) 19:00  | 경남  | 수원   | 0 : 0 (무) |                                                                                               | 5214 명   | 1승 1무 1패     |
| 24     | 2015/8/1 (토) 19:00   | 수원  | 부천   | 1 : 2 (패) | 득점:김종우(1) 도움:김재웅(1) 실점:김륜도(1), 루키안(1)                                       | 1044 명   | 6승 4무 3패     |
| 25     | 2015/8/8 (토) 19:00   | 수원  | 서울E  | 3 : 1 (승) | 득점:자파(2), 김재웅(1) 도움:김종우(1) 실점:조원희(1)                                         | 1383 명   | 1승 2패         |
| 26     | 2015/8/12 (수) 19:00  | 충주  | 수원   | 1 : 3 (승) | 득점:김재웅(2), 김부관(1) 도움:시시(1), 김종우(1) 실점:심진의(1)                              | 757 명    | 6승 3무 3패     |
| 27     | 2015/8/17 (월) 19:30  | 수원  | 강원   | 3 : 2 (승) | 득점:자파(1), 권용현(1), 정기운(1) 도움:김부관(1), 권용현(1), 김종우(1) 실점:헤난(1), 지우(1) | 1178 명   | 2승 1무 4패     |
| 28     | 2015/8/22 (토) 19:00  | 상주  | 수원   | 0 : 0 (무) |                                                                                               | 958 명    | 1승 4무 3패     |
| 29     |                       |       |        |            |                                                                                               |           | 휴식            |
| 30     | 2015/8/30 (일) 19:00  | 수원  | 고양   | 0 : 0 (무) |                                                                                               | 5688 명   | 4승 5무 3패     |
| 31     | 2015/9/6 (일) 16:00   | 대구  | 수원   | 1 : 2 (승) | 득점:정기운(1) 도움:김종우(1), 김부관(1) 실점:에델(1)                                         | 939 명    | 4승 3무 1패     |
| 32     | 2015/9/9 (수) 19:30   | 안산  | 수원   | 0 : 1 (승) | 득점:김부관(1) 도움:오광진(1)                                                                 | 573 명    | 4승 1무 7패     |
| 33     | 2015/9/13 (일) 16:00  | 안양  | 수원   | 3 : 2 (패) | 득점:자파(2) 도움:김종우(1), 김정빈(1) 실점:최진수(1), 김효기(1), 김재웅(1 OG)                | 1221 명   | 6승 3무 3패     |
| 34     | 2015/9/19 (토) 14:00  | 고양  | 수원   | 1 : 1 (무) | 득점:권용현(1) 도움:김서준(1) 실점:김유성(1)                                                  | 756 명    | 4승 6무 3패     |
| 35     | 2015/9/23 (수) 19:30  | 수원  | 충주   | 2 : 1 (승) | 득점:자파(1), 임성택(1) 도움:자파(1), 오광진(1) 실점:김도형(1)                                | 714 명    | 7승3무3패       |
| 36     | 2015/10/4 (일) 14:00  | 수원  | 안산   | 2 : 1 (승) | 득점:정민우(1), 김종우(1) 도움:권용현(1) 실점:한홍규(1)                                       | 989 명    | 5승 1무 7패     |
| 37     | 2015/10/7 (수) 19:30  | 강원  | 수원   | 1 : 1 (무) | 득점:김부관(1) 도움:김종우(1) 실점:지우(1)                                                    | 1341 명   | 2승 2무 4패     |
| 38     | 2015/10/18 (일) 16:00 | 서울E | 수원   | 1 : 4 (승) | 득점:임성택(1), 김부관(1), 자파(2) 도움:김부관(1), 자파(1) 실점:주민규(1)                     | 1351 명   | 2승 2패         |
| 39     | 2015/10/25 (일) 14:00 | 수원  | 대구   | 0 : 2 (패) | 실점:류재문(1), 이준희(1)                                                                     | 1589 명   | 4승 3무 2패     |
| 40     |                       |       |        |            |                                                                                               |           | 휴식            |
| 41     | 2015/11/7 (토) 19:30  | 수원  | 안양   | 1 : 2 (패) | 득점:자파(1) 실점:김선민(1), 김효기(1)                                                        | 617 명    | 6승 3무 4패     |
| 42     | 2015/11/11 (수) 19:00 | 상주  | 수원   | 2 : 5 (승) | 득점:자파(1), 임성택(2), 권용현(1), 김종우(1) 도움:자파(3) 실점:이승기(1), 임상협(1)          | - 명      | 2승 4무 3패     |
| 43     | 2015/11/15 (일) 16:00 | 부천  | 수원   | 0 : 0 (무) |                                                                                               | 1519 명   | 6승 5무 3패     |
| 44     | 2015/11/22 (일) 14:00 | 수원  | 경남   | 3 : 1 (승) | 득점:임성택(2), 정민우(1) 도움:권용현(1), 김종우(1) 실점:이상현(1)                            |           | 2승 1무 1패     |

### K리그 챌린지 플레이오프
| 라운드 | 날짜                 | 홈팀   | 원정팀       | 경기결과 | 득점과도움                                                                                     |
| ------ | -------------------- | ------ | ------------ | -------- | ---------------------------------------------------------------------------------------------- |
| 준PO   | 2015/11/25(수) 19:00 | 수원FC | 서울이랜드FC | 3:3 (무) | 득점 : 자파(1), 임성택(1), 김재웅(1) 도움 : 김종우(1) 실점 : 타라바이(1), 윤성열(1), 전민광(1) |
| PO     | 2015/11/28(토) 14:00 | 대구FC | 수원FC       | 1:2 (승) | 득점 : 자파(1), 배신영(1) 도움 : 블라단(1) 실점 : 노병준(1)                                    |

### K리그 승강 플레이오프
| 라운드 | 날짜                | 홈팀         | 원정팀       | 경기결과 | 득점과도움        |
| ------ | ------------------- | ------------ | ------------ | -------- | ----------------- |
| 1차전  | 2015/12/2(수) 19:00 | 수원FC       | 부산아이파크 | 1:0 (승) |                   |
| 2차전  | 2015/12/5(토) 14:00 | 부산아이파크 | 수원FC       | 2:0 (승) | 임성택(1),자파(1) |

### 하나은행 FA컵
| 라운드 | 날짜                | 홈팀   | 원정팀       | 경기결과 | 득점과도움                                                                   |
| ------ | ------------------- | ------ | ------------ | -------- | ---------------------------------------------------------------------------- |
| 3      | 2015/4/11(토) 16:00 | 수원FC | 울산미포조선 | 1:2 (패) | 득점 : 김창훈(1) 실점 : 김정주 보관됨 2020-08-08 - 웨이백 머신(1), 곽래승(1) |

## 선수단

### 현재 선수 명단
2015년 7월 23일 기준

참고: FIFA 자격 규정에 따라 소속된 국가대표팀 국기를 표시합니다. 선수는 복수의 FIFA 비회원국 국적을 가지고 있을 수 있습니다.
| 번호 | 포지션 | 국적       | 이름                   |
| ---- | ------ | ---------- | ---------------------- |
| 2    | DF     |            | 임하람 (인천에서 임대) |
| 3    | MF     |            | 김혁진                 |
| 4    | DF     |            | 손시헌                 |
| 5    | DF     | 몬테네그로 | 블라단 아지치          |
| 6    | FW     |            | 조인형                 |
| 7    | MF     |            | 김서준                 |
| 8    | MF     |            | 시시                   |
| 9    | FW     |            | 자파                   |
| 10   | FW     |            | 김한원                 |
| 11   | FW     |            | 박종찬                 |
| 13   | MF     |            | 배신영                 |
| 14   | DF     |            | 이준호                 |
| 15   | MF     |            | 김정빈                 |
| 16   | MF     |            | 권용현                 |
| 17   | DF     |            | 김창훈                 |
| 18   | FW     |            | 정민우                 |
| 19   | DF     |            | 오광진                 |

| 번호 | 포지션 | 국적 | 이름                   |
| ---- | ------ | ---- | ---------------------- |
| 20   | MF     |      | 김홍일                 |
| 21   | GK     |      | 이인수                 |
| 22   | MF     |      | 최명훈                 |
| 23   | GK     |      | 박형순                 |
| 24   | MF     |      | 김부관                 |
| 25   | DF     |      | 김윤재                 |
| 26   | DF     |      | 차준엽                 |
| 27   | MF     |      | 김민철                 |
| 28   | MF     |      | 김현태                 |
| 29   | MF     |      | 엄태연                 |
| 30   | FW     |      | 임성택                 |
| 31   | MF     |      | 황재훈                 |
| 33   | FW     |      | 정기운                 |
| 37   | MF     |      | 이관표 (제주에서 임대) |
| 99   | FW     |      | 김재웅                 |

## 코칭 스태프
| 직위          | 이름   | 비고 |
| ------------- | ------ | ---- |
| 감독          | 조덕제 |      |
| 수석 코치     | 조종화 |      |
| 코치          | 양종후 |      |
| 골키퍼 코치   | 이승준 |      |
| 피지컬 코치   | 공석   |      |
| 의무 트레이너 | 김동영 |      |

## 선수 이적

### 영입
| # | 이름   | 포지션 | 이전구단           | 이적유형          | 이적시기   | 계약기간 | 이적료 | 비고 |
| - | ------ | ------ | ------------------ | ----------------- | ---------- | -------- | ------ | ---- |
| 1 | 조인형 | FW     | 울산 현대 축구단   | 자유영입 완전이적 | 2015년 1월 |          | N/A    |      |
| 2 | 최명훈 | MF     | FC서울             | 자유영입 완전이적 | 2015년 1월 |          | N/A    |      |
| 3 | 김윤재 | DF     | 대전시티즌         | 자유영입 완전이적 | 2015년 1월 |          | N/A    |      |
| 4 | 황재훈 | MF     | 경남FC             | 자유영입 완전이적 | 2015년 1월 |          | N/A    |      |
| 5 | 이관표 | MF     | 제주유나이티드     | 임대              | 2015년 1월 |          | N/A    |      |
| 6 | 임하람 | DF     | 인천 유나이티드    | 임대              | 2015년 2월 |          | N/A    |      |
| 7 | 김종우 | MF     | 수원 삼성 블루윙즈 | 임대              | 2015년 2월 |          | N/A    |      |
| 8 | 김재웅 | MF     | 인천 유나이티드    | 이적              | 2015년 7월 |          | N/A    |      |
| 9 | 시시   | MF     | CA 오사수나        | 이적              | 2015년 7월 |          | N/A    |      |

### 신인 드래프트 & 자유선발
| # | 이름   | 포지션 | 이전구단         | 지명유형 | 비고               |
| - | ------ | ------ | ---------------- | -------- | ------------------ |
| 1 | 김부관 | MF     | 김해 시청 축구단 |          | 2015 신인 드래프트 |
| 2 | 김민철 | MF     | 경기대           |          | 2015 신인 드래프트 |
| 3 | 김현태 | MF     | 용인대           |          | 2015 신인 드래프트 |
| 4 | 정기운 | FW     | 광운대           |          | 2015 신인 드래프트 |
| 5 | 엄태연 | MF     | 제주국제대       |          | 2015 신인 드래프트 |
| 6 | 이인수 | GK     | 선문대학교       |          | 자유선발           |
| 7 | 배신영 | MF     | 단국대학교       |          | 자유선발           |

(1) 우선지명 : 각 구단 유소년 클럽 출신 선수들에 대해 4명까지 우선 지명

(2) 일반지명 : 1순위에서 6순위까지 추첨순서에서 의해서 지명하며 유소년클럽 출신에 대한
000우선지명이 3순위 지명권에 해당되며 구단 사정에 따라 지명권을 행사 안 할 수 있음 

(3) 번외지명 : 6순위까지 끝나고 번외로 다시 6순위까지 선수 지명

(4) 추가지명 : 드래프트에서 미선발된 선수들에 한하여 2월말까지 구단 자율적으로 지명
- (대) 표기는 드래프트에 참여하여 선발은 되었지만 당해 연도에 입단하지 않고 대학 진학 후 입단하는 선수를 의미한다.
- (대후) 표기는 드래프트에 기 선발된 후 대학에 진학하여 중퇴 및 졸업 후 당해 연도에 입단하는 선수를 의미한다.

### 방출
| #  | 이름   | 포지션 | 이적구단                   | 이적유형         | 이적시기   | 계약기간 | 이적료 | 비고 |
| -- | ------ | ------ | -------------------------- | ---------------- | ---------- | -------- | ------ | ---- |
| 1  | 이치준 | DF     |                            |                  |            |          | N/A    |      |
| 2  | 조용민 | MF     |                            |                  |            |          | N/A    |      |
| 3  | 김재연 | MF     |                            |                  |            |          | N/A    |      |
| 4  | 조태우 | DF     | 포천 시민축구단            |                  |            |          | N/A    |      |
| 5  | 오세룡 | FW     |                            | 은퇴             |            |          | N/A    |      |
| 6  | 조민형 | FW     |                            |                  |            |          | N/A    |      |
| 7  | 김민기 | MF     |                            |                  |            |          | N/A    |      |
| 8  | 김본광 | MF     | 경주 한국수력원자력 축구단 |                  |            |          | N/A    |      |
| 9  | 이정형 | GK     |                            | 은퇴             |            |          | N/A    |      |
| 10 | 조진수 | FW     |                            | 은퇴             |            |          | N/A    |      |
| 11 | 김재환 | DF     |                            |                  |            |          | N/A    |      |
| 12 | 이상기 | GK     | 강원 FC                    | 계약해지 후 이적 | 2015년 7월 |          | N/A    |      |

## 같이 보기
- 수원 FC